# Rudolf Stärz
Rudolf Stärz (15. srpen 1946 Terezín – 3. prosinec 2024 Praha) byl český filmový a divadelní herec. Proslavil se ve filmu Postřižiny a v seriálech Dobrodružství kriminalistiky a Policie Modrava.

## Život
Narodil se 15. srpna 1946 v Terezíně u Hodonína. V roce 1971 vystudoval brněnskou JAMU. Mezi lety 1971 až 1971 působil v Jihočeském divadle v Českých Budějovicích.
Od roku 1976 až do roku 1986 hrál v Činoherním studiu v Ústí nad Labem. Později působil v Divadle Labyrint, v Divadle Na Fidlovačce a v A Studiu Rubín.
V roce 1999 se stal členem činohry Národního divadla v Praze. Zahrál si zde ve více než 40 inscenacích.
Kromě divadla se objevil i v několika filmech. Mezi ně patří například Člověk proti zkáze, Postřižiny nebo Bathory. Ztvárnil i epizodní role v seriálech Modrý kód, Policie Modrava, Dobrodružství kriminalistiky, Největší z Pierotů a Četnické humoresky.
Zemřel 3. prosince 2024 v Praze ve věku 78 let.

## Filmografie (výběr)

### Filmy
- Postřižiny (1980)
- Proč? (1987)
- Člověk proti zkáze (1989)
- Bathory (2008)
- Pánský klub (2022)

### Televize
- Největší z Pierotů (1990)
- Dobrodružství kriminalistiky (1992–1993)
- Četnické humoresky (2001)
- Policie Modrava (2015)
- Modrý kód (2017–2018)